# Associazione Calcio Venezia 1956-1957
Questa pagina raccoglie le informazioni riguardanti l'Associazione Calcio Venezia nelle competizioni ufficiali della stagione 1956-1957.

## Stagione
Nella stagione 1956-1957 il Venezia disputò il quattordicesimo campionato di Serie B della sua storia.

## Divise
| 1ª divisa |

## Organigramma societario
Area direttiva
- Presidente: Mario Valeri Manera

Area tecnica
- Allenatore: Carlo Alberto Quario

## Rosa
| N. |                   | Ruolo | Calciatore        |
| -- | ----------------- | ----- | ----------------- |
|    | Italia (bandiera) | P     | Luigi Bertossi    |
|    | Italia (bandiera) | P     | Ezio Lombardi     |
|    | Italia (bandiera) | D     | Dino Fragni       |
|    | Italia (bandiera) | D     | Vito Sante Miolli |
|    | Italia (bandiera) | D     | Franco Rampazzo   |
|    | Italia (bandiera) | D     | Battista Tresoldi |
|    | Italia (bandiera) | C     | Franco Carminati  |
|    | Italia (bandiera) | C     | Beniamino Cancian |
|    | Italia (bandiera) | C     | Luigi Milan       |
|    | Italia (bandiera) | C     | Gianni Molinari   |
|    | Italia (bandiera) | C     | Mario Tesconi     |
|    | Italia (bandiera) | C     | Franco Viviani    |

| N. |                   | Ruolo | Calciatore         |
| -- | ----------------- | ----- | ------------------ |
|    | Italia (bandiera) | A     | Paolo Barison      |
|    | Italia (bandiera) | A     | Giorgio Bozzato    |
|    | Italia (bandiera) | A     | Giovanni Calegari  |
|    | Italia (bandiera) | A     | Francesco Canella  |
|    | Italia (bandiera) | A     | Bruno Cicogna      |
|    | Italia (bandiera) | A     | Daniele Danieli    |
|    | Italia (bandiera) | A     | Adriano Maschietto |
|    | Italia (bandiera) | A     | Sergio Mion        |
|    | Italia (bandiera) | A     | Enrico Muzzio      |
|    | Italia (bandiera) | A     | Mario Rossi        |
|    | Italia (bandiera) | A     | Felice Zanotti     |

## Risultati

### Serie B

#### Girone d'andata
| Arbitro: | Angelini (Firenze) |

|             |           |                        |
| Barison 70’ | Marcatori | 41’ Rossi 72’ Colomban |

| Arbitro: | Boati (Milano) |

|                                     |           |  |
| Barison 5’ Danieli 15’ Calegari 88’ | Marcatori |  |

| Arbitro: | Angelini (Firenze) |

|  |           |                                          |
|  | Marcatori | 35’ Calegari 70’ Bozzato 89’ (rig.) Mion |

| Arbitro: | Gambarotta (Genova) |

|                                     |           |  |
| Serradimigni 35’ Regalia 81’ (rig.) | Marcatori |  |

| Arbitro: | De Gregorio (Legnano) |

|                                                     |           |  |
| Danieli 21’ Bozzato 32’ Barison 65’ Mion 77’ (rig.) | Marcatori |  |

| Arbitro: | Moriconi (Roma) |

|                               |           |             |
| Carminati 15’, 46’ Milani 67’ | Marcatori | 31’ Bozzato |

| Arbitro: | Rebuffo (Milano) |

|                  |           |             |
| Barison 19’, 88’ | Marcatori | 55’ Ponzoni |

| Arbitro: | Annoscia (Bari) |

|             |           |             |
| Buratti 14’ | Marcatori | 56’ Barison |

| Arbitro: | Ubezio (Novara) |

|                          |           |  |
| Bozzato 56’ Calegari 76’ | Marcatori |  |

| Parma 2 dicembre 1956 | Parma           | 0 – 0 | Venezia | Stadio Ennio Tardini\| Arbitro: \| Canepa (Genova) \| |
| Arbitro:              | Canepa (Genova) |       |         |                                                       |

| Arbitro: | Grignani (Milano) |

|               |           |                                  |
| Marchetto 40’ | Marcatori | 14’ (aut.) Svorenich 66’ Bozzato |

| Arbitro: | De Gregorio (Legnano) |

|                         |           |  |
| Bozzato 66’ Danieli 85’ | Marcatori |  |

| Arbitro: | Famulari (Messina) |

|          |           |  |
| Nova 25’ | Marcatori |  |

| Arbitro: | De Marchi (Pordenone) |

|                   |           |             |
| Calegari 18’, 65’ | Marcatori | 88’ Caprile |

| Arbitro: | Marangio (Roma) |

|             |           |  |
| Bellini 12’ | Marcatori |  |

| Arbitro: | Annoscia (Bari) |

|                              |           |             |
| Stefanini I 33’ Bassetti 64’ | Marcatori | 81’ Bozzato |

| Arbitro: | Grignani (Milano) |

|              |           |  |
| Calegari 28’ | Marcatori |  |

#### Girone di ritorno
| Arbitro: | Angelini (Firenze) |

|                         |           |  |
| Nicoletti 18’ Rossi 58’ | Marcatori |  |

| Arbitro: | Adami (Roma) |

|                |           |                  |
| Uzzecchini 43’ | Marcatori | 64’ (aut.) Toros |

| Arbitro: | Smorto (Reggio Calabria) |

|                       |           |  |
| Calegari 37’ Mion 55’ | Marcatori |  |

| Arbitro: | Famulari (Messina) |

|                             |           |            |
| Mion 33’ (rig.) Barison 68’ | Marcatori | 25’ Letari |

| Arbitro: | Guarnaschelli (Pavia) |

|             |           |             |
| Biagini 63’ | Marcatori | 33’ Barison |

| Arbitro: | Canepa (Genova) |

|                                                       |           |            |
| Bozzato 27’, 89’ Calegari 64’, 68’ Copreni 83’ (aut.) | Marcatori | 69’ Milani |

| Modena 17 marzo 1957 | Modena          | 0 – 0 | Venezia | Stadio Comunale\| Arbitro: \| Perego (Milano) \| |
| Arbitro:             | Perego (Milano) |       |         |                                                  |

| Arbitro: | Mori (Cremona) |

|             |           |             |
| Calegari 4’ | Marcatori | 61’ Buratti |

| Arbitro: | Adami (Roma) |

|           |           |             |
| Darin 57’ | Marcatori | 8’ Calegari |

| Arbitro: | Grignani (Milano) |

|              |           |          |
| Calegari 43’ | Marcatori | 24’ Erba |

| Arbitro: | De Gregorio (Legnano) |

|              |           |           |
| Calegari 26’ | Marcatori | 40’ Mosca |

| Arbitro: | Moriconi (Roma) |

|                       |           |              |
| Albertelli 16’ (rig.) | Marcatori | 20’ Calegari |

| Arbitro: | Grillo (Afragola) |

|  |           |          |
|  | Marcatori | 34’ Nova |

| Arbitro: | Gambarotta (Genova) |

|  |           |             |
|  | Marcatori | 90’ Barison |

| Arbitro: | Marchese (Napoli) |

|                  |           |  |
| Barison 17’, 47’ | Marcatori |  |

| Venezia 9 giugno 1957 | Venezia         | 0 – 0 | Verona | Stadio Pierluigi Penzo\| Arbitro: \| Pieri (Trieste) \| |
| Arbitro:              | Pieri (Trieste) |       |        |                                                         |

| Arbitro: | Garan (Istanbul) |

|  |           |                          |
|  | Marcatori | 13’ Calegari 66’ Bozzato |

## Statistiche

### Statistiche di squadra
| Competizione | Punti | In casa | In casa | In casa | In casa | In casa | In casa | In trasferta | In trasferta | In trasferta | In trasferta | In trasferta | In trasferta | Totale | Totale | Totale | Totale | Totale | Totale | DR  |
| Competizione | Punti | G       | V       | N       | P       | Gf      | Gs      | G            | V            | N            | P            | Gf           | Gs           | G      | V      | N      | P      | Gf     | Gs     | DR  |
| ------------ | ----- | ------- | ------- | ------- | ------- | ------- | ------- | ------------ | ------------ | ------------ | ------------ | ------------ | ------------ | ------ | ------ | ------ | ------ | ------ | ------ | --- |
| Serie B      | 41    | 17      | 11      | 4       | 2       | 31      | 10      | 17           | 4            | 7            | 6            | 15           | 17           | 34     | 15     | 11     | 8      | 46     | 27     | +19 |

### Statistiche dei giocatori[2]
| Giocatore     | Serie B  | Serie B |
| Giocatore     | Presenze | Reti    |
| ------------- | -------- | ------- |
| P. Barison    | 29       | 11      |
| L. Bertossi   | 25       | -?      |
| G. Bozzato    | 30       | 10      |
| G. Calegari   | 33       | 15      |
| B. Cancian    | 1        | 0       |
| F. Canella    | 11       | 0       |
| F. Carminati  | 29       | 0       |
| B. Cicogna    | 4        | 0       |
| D. Danieli    | 19       | 3       |
| D. Fragni     | 26       | 0       |
| E. Lombardi   | 9        | -1      |
| A. Maschietto | 1        | 0       |
| L. Milan      | 2        | 0       |
| V.S. Miolli   | 8        | 0       |
| S. Mion       | 32       | 4       |
| G. Molinari   | 33       | 0       |
| E. Muzzio     | 1        | 0       |
| F. Rampazzo   | 8        | 0       |
| M. Rossi      | 1        | 0       |
| M. Tesconi    | 32       | 0       |
| B. Tresoldi   | 32       | 0       |
| F. Viviani    | 1        | 0       |
| F. Zanotti    | 5        | 0       |